# Madame Antoine
Madame Antoine (kor. 마담앙트완, MOCT: Madam Angteuwan) – południowokoreański serial telewizyjny z 2016 roku emitowany na antenie JTBC. Serial emitowany był w piątki i soboty o 20:30 od 22 stycznia do 12 marca 2016 roku, liczy 16 odcinków.

## Opis fabuły
Go Hye-rim (Han Ye-seul) jest słynną wróżką przepowiadającą przyszłość znaną pod pseudonimem Madame Antoine. Twierdzi, że jej zdolności opierają się na duchowym powiązaniu ze słynną francuską królową Marią Antoniną, co jednak nie jest to prawdą. Swoje przepowiednie opiera o wyjątkowo wnikliwą obserwację klientów i umiejętność łączenia faktów.
Choi Soo-hyun (Sung Joon) jest psychoterapeutą specjalizującym się w psychologii kobiet. Mimo profesury w Uniwersytecie
Stanford i dobrego wyglądu, przez przeszłe badania i doświadczenia życiowe zwątpił w istnienie w prawdziwą miłość. Choi Soo-hyun wprowadza się do biura nad kawiarnią Go Hye-rim, gdzie otwiera gabinet psychologii i zaczyna eksperyment, którego celem jest udowodnienie jego hipotezy o naturze prawdziwej miłości.

## Obsada

### Główna
- Han Ye-seul jako Go Hye-rim
- Sung Joon jako Choi Soo-hyun
  - Choi Sung-hoon jako młodszy Soo-hyun
- Jung Jin-woon jako Choi Seung-chan
- Lee Joo-hyung jako Won Ji-ho

### W pozostałych rolach
- Hwang Seung-eon jako Go Yoo-rim
- Jang Mi-hee jako Bae Mi-ran
- Byun Hee-bong jako Kim Moon-gon

### Gościnnie
- Go Joo-won jako były mąż Hye-rim
- Lee Seung-joon jako Jo Won-gook
- Shim Hyung-tak jako dyrektor firmy rozwijającej gry
- Jo Eun-ji jako Yoo Sun / Emma

## Ścieżka dźwiękowa
| 마담앙트완 OST Part 1 | 마담앙트완 OST Part 1 | 마담앙트완 OST Part 1 | 마담앙트완 OST Part 1 |
| Nr                    | Tytuł utworu          | Wykonawca             | Długość               |
| --------------------- | --------------------- | --------------------- | --------------------- |
| 1.                    | „Swing Magic”         | ROO                   | 3:21                  |
| 2.                    | „Swing Magic” (Inst.) | ROO                   | 3:21                  |

| 마담앙트완 OST Part 2 | 마담앙트완 OST Part 2                        | 마담앙트완 OST Part 2 | 마담앙트완 OST Part 2 |
| Nr                    | Tytuł utworu                                 | Wykonawca             | Długość               |
| --------------------- | -------------------------------------------- | --------------------- | --------------------- |
| 1.                    | „Numbness” (kor. 사랑무감증)                 | G.O (MBLAQ)           | 3:30                  |
| 2.                    | „Numbness (Inst.)” (kor. 사랑무감증 (Inst.)) | G.O (MBLAQ)           | 3:30                  |

| 마담앙트완 OST Part 3 | 마담앙트완 OST Part 3                                                | 마담앙트완 OST Part 3 | 마담앙트완 OST Part 3 |
| Nr                    | Tytuł utworu                                                         | Wykonawca             | Długość               |
| --------------------- | -------------------------------------------------------------------- | --------------------- | --------------------- |
| 1.                    | „Because it hurts everyday” (kor. 하루하루 아프니까)                 | Gilgu Bonggu          | 3:47                  |
| 2.                    | „Because it hurts everyday (Inst.)” (kor. 하루하루 아프니까 (Inst.)) | Gilgu Bonggu          | 3:47                  |

| 마담앙트완 OST Part 4 | 마담앙트완 OST Part 4                              | 마담앙트완 OST Part 4 | 마담앙트완 OST Part 4 |
| Nr                    | Tytuł utworu                                       | Wykonawca             | Długość               |
| --------------------- | -------------------------------------------------- | --------------------- | --------------------- |
| 1.                    | „Song For You” (kor. 널 위한 노래)                 | So Young-yi (소영이)  | 3:33                  |
| 2.                    | „Song For You (Inst.)” (kor. 널 위한 노래 (Inst.)) | So Young-yi (소영이)  | 3:33                  |

## Oglądalność
| No. | Data emisji | Oglądalność | Oglądalność |
| No. | Data emisji | AGB Nielsen | TNmS        |
| --- | ----------- | ----------- | ----------- |
| 1   | 2016.01.22  | 0,880%      | 0,6%        |
| 2   | 2016.01.23  | 0,886%      | 0,6%        |
| 3   | 2016.01.29  | 1,053%      | 0,6%        |
| 4   | 2016.01.30  | 0,730%      | 0,6%        |
| 5   | 2016.02.05  | 1,058%      | 0,6%        |
| 6   | 2016.02.06  | 0,657%      | 0,5%        |
| 7   | 2016.02.12  | 0,991%      | 0,7%        |
| 8   | 2016.02.13  | 0,548%      | 0,5%        |
| 9   | 2016.02.19  | 0,6%        | 0,6%        |
| 10  | 2016.02.20  | 0,516%      | 0,5%        |
| 11  | 2016.02.26  | 0,614%      | 0,7%        |
| 12  | 2016.02.27  | 0,663%      | 0,3%        |
| 13  | 2016.03.04  | 0,743%      | 0,6%        |
| 14  | 2016.03.05  | 0,475%      | 0,3%        |
| 15  | 2016.03.11  | 0,483%      | 0,5%        |
| 16  | 2016.03.12  | 0,503%      | 0,5%        |

## Nagrody i nominacje
| Rok  | Nagroda                | Kategoria                               | Wynik     |
| ---- | ---------------------- | --------------------------------------- | --------- |
| 2016 | 9th Korea Drama Awards | Excellence Award, Actress (Han Ye-seul) | Nominacja |